# Ilm (Baviera)
El río Ilm (llamado también Uim en bávaro), es un corto río de Alemania, un afluente del río Abens que discurre por el estado de Baviera. Uno de sus arroyos tributarios nace en Altomünster en las cercanías de la aldea de Pipinsried y el otro de mayor caudal nace en Tandern. Tiene aproximadamente 82 km de largo y atraviesa varias localidades.

## Localidades a la vera del río Ilm
- Altomünster
- Geisenfeld
- Hettenshausen
- Hilgertshausen-Tandern
- Ilmmünster
- Jetzendorf
- Münchsmünster
- Neustadt an der Donau
- Pfaffenhofen an der Ilm
- Reichertshausen
- Rohrbach (Oberbayern)
- Vohburg